# Међународно првенство Хобарта 2009 — парови
Мурила Хобарт интернашонал (енгл. Moorilla Hobart International) је један од професионалних ВТА тениских турнира, који се сваке године игра недељу дана пре првог гренд слем турнира, Отвореног првенства Аустралије.
Ове године одржава се шеснаести пут у Хобарту у Аустралији. Игра се на отвореним теренима Међународног тенис центра у Хобарту, са тврдом подлогом, од 11 до 16. јануара.
Турнир је Интернашонал категорије (раније IV категорија) са наградним фондом од 220.000 долара. Победнице освајају 280 ВТА бодова и награду од 11.000 долара, а финалисти 200 бодова и 5.750 долара. Учествује 16 парова са такмичаркама из 19 земаља.
Победнице турнира су агентинско- италијански пар Жизела Дулко-Флавија Пенета, које су у финалу победиле украјински пар сестара Аљона и Катерина Бондаренко са 2:0 (6:2, 7:6(4)).

## Списак носилаца
| #  | Пар                                                          | Резултат успешности | Резултат успешности                                                |
| -- | ------------------------------------------------------------ | ------------------- | ------------------------------------------------------------------ |
| 1  | Аљона Бондаренко (21) · Катерина Бондаренко Украјина         | финале              | Жисела Дулко Бразил · Флавија Пенета Италија                       |
| 2. | Марина Ераковић Нови Зеланд {84} · Моника Никулеску Румунија | 1. коло             | Сара Борвел Уједињено Краљевство · Courtney Nagle Сједињене Државе |
| 3. | Агнеш Савај Мађарска (91) · Јелена Веснина Русија            | 1. коло             | Жисела Дулко Бразил · Флавија Пенета Италија                       |
| 4  | Сања Мирза Индија (92) · Франческа Скјавоне Италија          | четвртфинале        | Едина Галовиц Румунија · Аранча Сантонха Пара Шпанија              |

Број у загради је место на ВТА листи пре почетка турнира

## Резултати

### Прво коло
11 и 12. јануар
| бр. меча | 1. пар                                                             | Резултат          | 2. пар                                                      |
| -------- | ------------------------------------------------------------------ | ----------------- | ----------------------------------------------------------- |
| 1.       | Аљона Бондаренко (1) · Катерина Бондаренко Украјина                |                   | Ен Киотавонг Уједињено Краљевство · Мара Сантанђело Италија |
| 2.       | Јекатерина Џехаловић · Олга Путчек Белорусија                      | 6:2, 6:4          | Џесика Мур {ВК} · Оливија Роговска Аустралија               |
| 3.       | Сања Мирза Индија (4) · Франческа Скјавоне Италија                 | 7:6(7), 6:4       | Лига Декмеијер Летонија · Ипек Сеноглу Турска               |
| 4.       | Елена Марија Камерин Италија · Лурдес Лино Домингез Шпанија        | 4:6, 0:6          | Едина Галовиц Румунија · Аранча Сантонха Пара Шпанија       |
| 5.       | Shikha Uberoi Индија · Јасмин Вер Немачка                          | 6:7(4), 7:5, 6:10 | Natali Grendin · Абигејл Спирс Сједињене Државе             |
| 6.       | Жисела Дулко Бразил · Флавија Пенета Италија                       | 0:5 предаја       | Агнеш Савај Мађарска (3) · Јелена Веснина Русија            |
| 7.       | Ивета Бенешова · Барбор Захлавова Стрицова Чешка                   | 4:6, 6:3, 10:5    | Аља Кудрјавцева Русија · Тамарин Танусигарн Тајланд         |
| 8.       | Сара Борвел Уједињено Краљевство · Courtney Nagle Сједињене Државе | 2:6, 6:2, 10:8    | Марина Ераковић Нови Зеланд {2} · Моника Никулеску Румунија |

Број у загради иза имена је број носиоца,
ВК - Вајлд кард

### Четвртфинале
| бр. меча | 1. пар! Резултат                                    | 2. пар   |                                                                    |
| -------- | --------------------------------------------------- | -------- | ------------------------------------------------------------------ |
| 1.       | Аљона Бондаренко (1) · Катерина Бондаренко Украјина | 6:2, 6:3 | Јекатерина Џехаловић · Олга Путчек Белорусија                      |
| 2.       | Сања Мирза Индија (4) · Франческа Скјавоне Италија  | 5:7, 1:6 | Едина Галовиц Румунија · Аранча Сантонха Пара Шпанија              |
| 3.       | Natali Grendin · Абигејл Спирс Сједињене Државе     | 3:6, 5:7 | Жисела Дулко Бразил · Флавија Пенета Италија                       |
| 4.       | Ивета Бенешова · Барбор Захлавова Стрицова Чешка}   | 6:3,6:4  | Сара Борвел Уједињено Краљевство · Courtney Nagle Сједињене Државе |

### Полуфинале
| бр. меча | 1. пар                                              | Резултат       | 2. пар                                                |
| -------- | --------------------------------------------------- | -------------- | ----------------------------------------------------- |
| 1.       | Аљона Бондаренко (1) · Катерина Бондаренко Украјина | 6:4, 6:3       | Едина Галовиц Румунија · Аранча Сантонха Пара Шпанија |
| 2.       | Жисела Дулко Бразил · Флавија Пенета Италија        | 4:6, 6:4, 10:7 | Ивета Бенешова · Барбор Захлавова Стрицова Чешка}     |

### Финале
| бр. меча | 1. пар                                              | Резултат    | 2. пар                                       |
| -------- | --------------------------------------------------- | ----------- | -------------------------------------------- |
| 1.       | Аљона Бондаренко (1) · Катерина Бондаренко Украјина | 2:6, 6:7(4) | Жисела Дулко Бразил · Флавија Пенета Италија |